# المجند (فلم 2003)
فيلم المجند (بالإنجليزية:The Recruit)، فيلم أمريكي من نوع التجسس والإثارة، أنتج عام 2003، من بطولة آل باتشينو.
قصة الفيلم
احداث الفيلم تبدأ من حيث يبحث الشاب «جيمس كلاينون» عن والده الذي فقد في حادث طائرة وقع في بيرو، واثناء جمع المعلومات يتلقى «جيمس» عرضا مغريا للعمل في وكالة الاستخبارات الأميركية من قبل مسؤول يبحث عن مواصفات معينة في مجند للقيام بمهمة في غاية السرية، هكذا يوقع «والتر بورك» المسؤول عن المتدربين بالشاب «جيمس» ويقنعه بالانضمام لقائمة المجندين الجدد والتي تضم أيضا المجندة «ليلى»، ويغرق الفيلم في كيفية تلقي المجندين لمجموعة من التعليمات الصارمة والتمارين القاسية ومن بين هذه التعليمات ان المجند في الاستخبارات لا يبحث عن الشهرة ابداً لانه يقوم باعماله في الخفاء، ولايمكن له ان يقيم علاقات غرامية متعددة خشية انكشاف امره، وليس بإمكانه أيضا ان يبني ثروة مالية كبيرة، وبالتالي فان أول شيء يلفت انتباه المسؤولين هو رغبة المجند في القيام بعمل وطني ايمانا منه بتحقيق العدالة في جميع انحاء العالم، كذلك القيام بمهام تضمن أمن وسلامة الوطن، هكذا يتم غرس هذه القيم في المجند الجديد، علاوة على تعلم كيفية التغلب على جهاز كشف الكذب إذا ما وقع احدهم في ايدي الاعداء، وخلال هذه الاحداث يتم التعرف على خلفيات كثيرة تخص المجندة «ليلى» التي تحاول التقرب من «جيمس» وتنشأ بينهما علاقة غرامية، لكن المعلومات تقول بان «ليلى» ما هي إلا عميلة لجهة مجهولة تحاول الحصول على برنامج خطير يتم تسريبه من وكالة الاستخبارات، فيطلب من «جيمس» ان يفشل هذه المحاولة بالتقرب من «ليلى» ومعرفة الجهة التي تتعامل معها، اما المفاجأة فتكمن في أن «ليلى» مدفوعة هي أيضا من المسؤول «والتر» الذي يحثها على سرقة البرنامج الأمر الذي يضع الاثنين في مواجهة مميتة حين ينقض «جيمس» على «ليلى» مهددا اياها بقوة السلاح ويستولي على البرنامج في الوقت الذي تحاول الدفاع عن نفسها لتبريء ساحتها من تهمة التجسس التي اطلقها «جيمس» في وجهها، وعندما يعود لتسليم البرنامج للمسؤول، تنكشف الحقائق بالتتابع ويعرف الجميع انهم كانوا ضحية لعبة كبيرة قام بها المسؤول حتى يتمكن من الحصول على هذا البرنامج واستغلاله لمصلحته الخاصة

## وصلات خارجية
- مقالات تستعمل روابط فنية بلا صلة مع ويكي بيانات